# France-Soir
Cet article traite du journal France-Soir qui a disparu en 2019, à ne pas confondre avec le site web complotiste FranceSoir édité depuis 2019.
France-Soir est un ancien quotidien généraliste français qui a connu son apogée du milieu des années 1950 à celui des années 1960.
Fondé en novembre 1944 par les jeunes chefs résistants Robert Salmon et Philippe Viannay, il reprend d'abord le lectorat, la rédaction et le titre du journal clandestin Défense de la France créé par eux en 1941 et plus grand journal de résistants en 1944 avec près d'un million d'exemplaires, qui est désormais en sous-titre, le nouveau nom rappelant aussi Paris-Soir quotidien de l'entre-deux guerres dont le tirage avait culminé à 1,7 million d'exemplaires, grâce au recours à la photo et à des éditions renouvelées toute la journée.
France-Soir n'atteindra lui un million d'exemplaires qu'en 1953, en ajoutant à ses 630 000 exemplaires d'octobre 1948 près d'un demi-million puisés chez deux rivaux, dont l'actionnaire Hachette prend aussi le contrôle, L'Intransigeant et Paris-Presse, pour progressivement fusionner avec eux. France-Soir récupère aussi des lecteurs de Ce Soir, qui avec un demi-million d'exemplaires quotidiens en 1946 est le plus grand des journaux communistes fédérés dans l'Union française de l'information, mais qui fermera dès 1953 en raison d'une ligne sectaire et politisée. Un quatrième concurrent, L'Aurore, racheté en 1951 par l'industriel textile Marcel Boussac dépérit aussi mais plus lentement, et n'est absorbé que deux décennies plus tard par le nouvel actionnaire commun, Robert Hersant.
Le journal connaît à partir de la fin des années 1960 une lente perte d'influence, notamment face au Parisien qui occupe le même créneau de presse « populaire » et à la concurrence des médias audiovisuels et enfin d'internet.
Publié en version papier jusqu'en 2011, France-soir est ensuite reparu en version numérique de 2013 à 2019, année où tous ses journalistes ont été licenciés, puis est remplacé par un site web qui publie, sous le titre FranceSoir, de la désinformation avec un contenu complotiste. Le site perd son agrément de service de presse en ligne en 2024.

## Histoire

### Fondation et héritage deDéfense de la France
À sa création en novembre 1944 par les jeunes chefs résistants Robert Salmon et Philippe Viannay, le journal est assimilé, par son lectorat comme par son titre, au journal clandestin Défense de la France créé par eux en 1941, à l'âge de 23 et 24 ans. Leur premier numéro fut imprimé le 30 juillet 1941 à 5 000 exemplaires, sur une machine offset Rotaprint, cachée dans les caves de la Sorbonne, avec en exergue cette phrase du philosophe Blaise Pascal : « Je ne crois que les histoires dont les témoins se feraient égorger ».

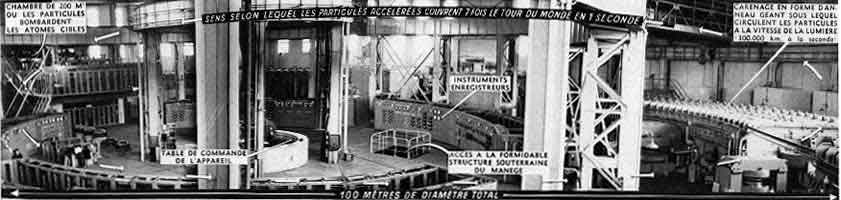
1957. À la une, un scoop mondial sur cinq colonnes : une photo panoramique du plus grand synchrocyclotron du monde, à Doubna (près de Moscou).

Relayé à Grenoble, Clermont-Ferrand, Lyon et en Bretagne par les réseaux résistants Combat et Témoignage chrétien, Défense de la France devient le plus fort tirage de la presse clandestine, avec 450 000 exemplaires par jour dès janvier 1944. En mars 1944, après de multiples déménagements, il est hébergé dans un bâtiment industriel sur trois niveaux, rue Jean-Dolent, derrière la prison de la Santé, dans le XIVe arrondissement de Paris. Imprimé chaque jour sur une machine « double jésus » de six tonnes, la « Grosse Margot », Défense de la France est le plus grand journal de résistants,.
Il s'installe à la Libération dans l'immeuble du 100, rue Réaumur, libéré le 30 août 1944 par un groupe de résistants mené par Robert Salmon, qui a chassé les Allemands qui y imprimaient leur propagande. En octobre, Pierre Lazareff rejoint l'équipe. Il revient des États-Unis, où il dirigeait depuis 1940 les émissions pour l'Europe occupée de l’Office of War Information. Il retrouve le poste de directeur de la rédaction de Paris-Soir, premier quotidien de l'entre deux-guerres avec 1,7 million d'exemplaires en 1936, dont l'imprimerie a été attribuée, en raison d'un comportement ambigu sous l'occupation, au Patriote, organe du mouvement de résistance Front national, un des cinq quotidiens lancés le 8 septembre à Lyon.
Robert Salmon propose à Pierre Lazareff de rebaptiser le quotidien France-Soir juste avant la création de Paris-Presse le 13 novembre 1944 par un autre résistant dont il se méfie, le futur député du parti gaulliste RPF Philippe Barrès, ex-rédacteur en chef de Paris-Soir dans les années 1930 et fils de Maurice Barrès.
« S'il prend Paris, il nous reste Soir », dit Salmon à Lazareff. Défense de la France est ainsi rebaptisé ainsi le 7 novembre 1944 France-Soir - Défense de la France, pour conserver la filiation avec le journal de la Résistance,,. Son tirage progresse très vite, malgré des dizaines de concurrents, passant de 265 000 exemplaires en novembre 1944 à 630 000 exemplaires en octobre 1948.
La pénurie de papier oblige Robert Salmon à présider le Comité des papiers de presse, pour en démissionner dès 1945, quand le syndicat national des journalistes demande la mise sous séquestre de ce qui devient selon lui « le trust du papier ». Le rationnement limite les possibilités d'innovation des nombreux quotidien issus de la Résistance, limités à une page recto-verso jusqu'en 1948, l'année où France-Soir lance son supplément dominical Le Journal du dimanche.
Philippe Viannay, chef des maquis FFI de Seine-et-Oise, fonde lui en 1945, avec Jacques Richet, le Centre de formation internationale, qu'il transforme en Centre de formation des journalistes (CFJ) en 1946.

### Sept éditions et un million d'exemplaires dès 1953
Les rédacteurs du service Politique du quotidien, parmi lesquels Yves Grosrichard, Robert Danger , ou encore Georges Gombault, sont pour la plupart issus de la presse de « gauche », mais acceptent, pour garantir l'audience populaire large recherchée dès 1944, de « satisfaire à une exigence d’impartialité ». France-Soir a cependant recruté « un nombre considérable de journalistes », parmi lesquels Pierre Lazareff en 1947, et financé de nombreux « grands reportages », ce qui a généré « de graves difficultés de trésorerie », l'obligeant à vendre 50 % du capital à Hachette, qui révoque le PDG de France-Soir, le remplace par Pierre Lazareff et intervint dans la définition des orientations, ce qui finit par déclencher « une commission d’enquête parlementaire pour non respect des ordonnances de 1944 ».
Entre 1947 et 1952, dix présidents du Conseil se sont succédé sur fond de « brouillage des clivages au sein de telles coalitions ». La préoccupation des participants à la Troisième force, où les majorités se nouent dans le huis clos parlementaire, n'étant plus de soutenir un parti plutôt qu'un autre mais de combattre les ennemis du régime, communistes en tête, gaullistes ensuite, les quotidiens non liés à un parti (Paris-Presse, France-Soir, Le Figaro, Combat, Franc-Tireur, etc.) eurent, dans ce contexte, plus de difficultés à s’abstraire des « pressions » de certaines personnalités ou partis se prévalant de cette préoccupation collective de la Troisième force. Jean Ferniot, chef du service Politique à FrancTireur le voit devenir de plus en plus « centriste » alors qu'il a été fondé par les résistants socialistes et communistes du mouvement éponyme. Le même processus se déroule à Combat repris par Henri Smadja en 1946 et Franc-Tireur acquis plus tard par Cino Del Duca en 1955 qui le transforme en Paris-Journal en novembre 1957. France-Soir devient en 1949 la propriété à 100% de la Librairie Hachette, qui veut recréer un géant à l'échelle des 1,7 million d'exemplaires du Paris-Soir d'avant-guerre, en ajoutant aux 630 000 exemplaires de France-Soir d'octobre 1948 près d'un demi-million puisés chez deux rivaux, dont Hachette prend aussi progressivement le contrôle: L'Intransigeant et Paris-Presse. L'addition des trois donne en théorie 1,13 million d'exemplaires, chiffre presque atteint en 1953, au terme de l'opération de vases communicants. Pierre Lazareff est placé à la tête du journal « au détriment » du fondateur Philippe Viannay, tandis que la pénurie de papier « donne lieu à des trafics aussi illicites que profitables », sur un marché contrôlé par l'État pour « discriminer » les journaux.
Pénurie de papier : les paginations moyennes en PQN (Presse quotidienne nationale) 1945-1960:
| Journaux   | France-Soir | Le Monde | Le Figaro | L'Humanité | Paris-Presse |
| Année 1945 | 2           | 2        | 2         | 2          | 2            |
| Année 1948 | 4           | 8        | 6         | 4          | 4            |
| Année 1950 | 10          | 12       | 10        | 6          | 8            |
| Année 1952 | 12          | 16       | 12        | 8          | 10           |
| Année 1954 | 14          | 16       | 14        | 8          | 10           |
| Année 1956 | 8           | 16       | 16        | 8          | 16           |
| Année 1958 | 20          | 16       | 20        | 10         | 14           |
| Année 1960 | 18          | 16       | 22        | 12         | 18           |

Lazareff fait « preuve d'inventivité » en matière logistique pour se procurer avant les autres « du papier malgré les pénuries », en profitant de sa masse d'acheteur, dans un contexte où les éditeurs récupèrent le contingent de papier attribué par le gouvernement jusqu'en 1958 aux journaux qu'ils rachètent.
Dans un premier temps, Hachette fait reculer le tirage de Paris-Presse de 600 000 exemplaires en 1948 à 300 000 exemplaires en 1951. Une baisse qui causant à elle seule la moitié de celle de la presse quotidienne nationale en 1949 et 1950. Paris-Presse tombe même à 150 000 exemplaires en 1952, un tirage divisé par quatre en quatre ans. France-Soir en récupère l'essentiel, même s'il prend aussi des lecteurs à Ce Soir, quotidien communiste fondé en 1937 pour copier Paris-Soir, qui s'effondre lui aussi en 1949-1950.
Le prélèvement dans le lectorat des concurrents se fait en plusieurs étapes. Dès 1946, la FEP, société éditrice de France-Soir, fusionne avec Publi-France, la filiale d'Hachette qui édite Paris-Presse, créant une casquette commune aux vendeurs à la criée des deux titres. Puis à l'été 1947, c'est un accord entre France-Soir et L'Intransigeant, qui fait passer indirectement le second sous le contrôle du premier, lui donnant une ligne politique semblable à celle de Paris-Presse afin de faire perdre à ce dernier suffisamment de lecteurs pour le mettre en difficulté. C'est l'année où le cofondateur Philippe Viannay préfère abandonner le contrôle de France-Soir même si Robert Salmon reste gérant et président. Ces opérations sont critiquées par le concurrent Le Monde.
La tactique réussit : le 30 septembre 1948 c'est la fusion créant Paris-Presse-L'Intransigeant, soit un rival de moins. A son tour, Paris-Presse signe très vite lui-même ensuite un contrat avec France-Soir, pour rendre une quasi-fusion effective dès 1950. Et en 1951, Paris-Presse et France-Soir sont réunis dans la société Franpar, détenue par Hachette: le tirage de Paris-Presse tombe alors à seulement 150 000 exemplaires en 1952.
Les économies d'échelle permettent au nouveau géant France-Soir de s'adapter à une actualité internationale dopée par la Guerre d'Indochine : il franchit le cap du million d'exemplaires dès 1953, ou 1954. C'est le seul capable de rafraîchir son contenu sept fois par jour, par sept éditions tout au long de la journée lorsqu’un évènement le justifie,. Il répète ainsi la méthode qui avait réussi avant la guerre à Paris-Midi puis Paris-Soir, avec titres percutants, photos vivantes et scoops en rafale. La rédaction tourne presque 24 heures sur 24, vingt-cinq voitures avec chauffeur restant disponibles à tout l'instant pour l'amener rapidement sur le terrain d'un éventuel événement,.
Lucien Bodard ramène des informations exclusives de la Guerre d'Indochine et d'autres grands reporters l'imitent lors de la Guerre d'Algérie, qui provoque la conscription de centaines de milliers de jeunes français en 1956-1958, quand le tirage culmine à 1,35 million en 1957 puis se maintient à 1 115 700 exemplaires en moyenne en 1961, dopé par les attentats de l'OAS et le putsch des généraux, avant de chuter au début des années 1960.
Le concurrent L'Aurore, racheté en 1951 par l'industriel du textile Marcel Boussac, favorable à la Guerre d'Indochine, grimpe lui à 500 000 exemplaires en 1956 en lançant l'illustration en couleur mais surtout grâce à la fusion de 1954 avec Ce matin, qui tirait encore à 120 000 exemplaires en 1952.
Le prix attractif de France-Soir est valorisé par un bandeau à la « Une » proclamant : « Le seul quotidien vendant plus d'un million d'exemplaires » et Pierre Lazareff déclare : « Vous prenez peu sur beaucoup, vous êtes riche ! Vous prenez beaucoup sur peu, vous êtes pauvre ! ».
Ses grands reporters deviennent aussi des romanciers à succès : l'ancien résistant et futur académicien Joseph Kessel, correspondant de guerre dès 1939-1940, ou Philippe Labro, qui publie ses premiers romans à partir de 1960 et Henri de Turenne, aspiré par l'aventure du reportage télévisé lors de la création en 1964 de l'ORTF après avoir publié en 1951 le prémonitoire Retour de Corée. La réussite de France-Soir s'appuie aussi sur les nombreux faits divers ou les fielleux « Potins de la commère » de Carmen Tessier,.

### Les bandes dessinées de Paul Gordeaux
Autre pilier du succès, Paul Gordeaux propose à Pierre Lazareff de raconter le « Film du demi-siècle » : afin d'imiter une pellicule cinématographique, il opte pour un storyboard présentant l'action en lecture verticale. Gordeaux commande les premières images à un jeune dessinateur peu connu : Jean Bellus. Il produit le logo du lecteur tenant son France-Soir devant lui, laissant voir les gros titre de la une et les bandes dessinées de la « der ». Chaque lecteur devenant un homme-sandwich de France-Soir, le curieux est invité, en quelque sorte, à acheter le journal pour lire la suite des bandes dessinées. Paul Gordeaux a publié plus de 10 000 bandes dessinées, qui font de lui l'historien le plus lu de France et le plus édité au monde, à raison de 2 000 000 de copies par jour : « il ne racontait pas des histoires mais l’histoire » disait de lui Pierre Lazareff. Il continue avec ses fameuses bandes dessinées verticales écrites au jour le jour : Le crime ne paie pas suivi par Les Amours célèbres pour équilibrer la page. Ces séries accueillent de nombreux dessinateurs, dont Jean Ache, Jean Bellus, Albert Uderzo, Henry Blanc, Jean Lenoir, Jean Effel, Jacques Pecnard, Sennep, Jean Randier, Jean Reschofsky, Jean-Albert Carlotti, Louis Berings, Roger Chancel, Andréas Rosenberg et Fabien Fabiano. Après 14 ans de parution quotidienne, elles sont remplacées par de courtes bandes dessinées réalistes comme Juliette de mon cœur de Stan Drake et Elliot Caplin, ou 13 rue de l'Espoir, dessiné par Paul Gillon sur des textes des frères Jacques et François Gall. Sans oublier le fameux Jeu des 7 erreurs dessiné par Henry Blanc. Celui-ci dessine également les aventures du commissaire San Antonio en bande dessinée, sous forme de comic strips, (les textes, placés sous les images, sont adaptés par Robert Mallat). Henry Blanc réalise aussi les dessins d'une adaptation en comic strips du feuilleton radiophonique humoristique Signé Furax, adapté par Paul Gordeaux et le roman historique français Angélique, Marquise des anges signé Anne Golon et Serge Golon publié en feuilleton en 1957, apportant au journal jusqu'à 250 000 lecteurs supplémentaires à chaque parution. Quatre tomes d’Angélique paraissent ainsi en texte illustré dans France-Soir.

### Pierre Lazareff, de la puissance au déclin
Dans ses bureaux du 100, rue Réaumur, entouré de six secrétaires, Pierre Lazareff, surnommé « Pierrot-les-bretelles », gère une rédaction de plus de 400 personnes. Peu à peu, le journal se transforme aussi en moyen d'influence convoité. Les déjeuners dominicaux, donnés par Pierre Lazareff et son épouse Hélène Lazareff, créatrice du magazine Elle, dans la propriété qu'ils louent dans les Yvelines, deviennent un lieu de rendez-vous recherché par les dirigeants politiques et les capitaines d'industrie.
Le déclin des ventes dans les années 1960 est en partie causé par le développement de la télévision,. Mais elles restent très élevées lors de grands événements. Le 9 novembre 1970, France-Soir obtient une diffusion exceptionnellement élevée, avec 2 264 000 exemplaires, pour l'annonce de la mort du général de Gaulle.
L'intégration de l'équipe rédactionnelle de Paris-Presse empêche France-Soir de basculer dans un populisme sans limites [réf. nécessaire]. Après la mort de Lazareff en 1972, Henri Amouroux le directeur de Sud-Ouest est recruté en 1974 pour la direction de France-Soir, mais sans parvenir à relancer les ventes.

### Le déclin des années 1960 et 1970
Le 8 avril 1969, le bandeau « million d'exemplaires » est supprimé alors que le tirage moyen est déjà passé sous ce seuil depuis 1966. La mort de Pierre Lazareff, en 1972, survient alors que les radios et la télévision lui livrent une concurrence terrible depuis 1964, en particulier Europe 1 avec ses bulletins d'information toutes les heures. Le titre souffre aussi d'hésitations de choix de ligne éditoriale, entre un quotidien populaire à l'anglo-saxonne ou un concurrent du Parisien libéré.
En 1976, Hachette revend le titre, alors diffusé à 600 000 exemplaires par jour, au groupe Presse Alliance de Paul Winkler, qui en rétrocède aussitôt la moitié à Robert Hersant, avant de lui en céder le contrôle total. Sur 200 journalistes, 80 quittent France-Soir en faisant jouer la clause de cession. La diffusion tombe à 400 000 exemplaires en 1983. De 1992 à 1997, la direction de la rédaction est assurée par Bernard Morrot.

### Réduction du prix et du format, plan social
En 1998 est lancé un plan industriel, comprenant le passage au format tabloïd, une réduction du prix de 22 %, passant de 5 francs français à 3,90, une nouvelle imprimerie avec une rédaction installée à Aubervilliers.
La Socpresse de Robert Hersant vend à Georges Ghosn le titre déficitaire en 1999. L'érosion de la diffusion de France Soir est alors amorcée, le quotidien est pris en tenaille par Le Parisien-Aujourd'hui en France qui s'impose sur le marché. En juin 2001 une restructuration aboutit à la suppression de 60 emplois. Entre 2002 et 2003, Philippe Bouvard a un nouveau projet éditorial, qui fait la part belle à la télévision et au sport, c'est le projet France-Soir +, mais la nouvelle formule n'obtient pas le succès escompté et Philippe Bouvard quitte la direction de la rédaction tout en continuant à y écrire des chroniques. Il est remplacé par André Bercoff qui devient en septembre 2003 le onzième directeur de la rédaction depuis 1982 , et en octobre 2004 le quotidien est vendu à Raymond Lakah.

### Virage éditorial de type «tabloïd»
Entre octobre 2004 et septembre 2005, Valérie Lecasble qui vient de la presse économique, est nommée directrice de la rédaction du quotidien. Elle choisit alors de réorienter la ligne éditoriale vers une formule plus proche des tabloïds britanniques. En mars 2005, Valérie Lecasble annonce dans France Soir la libération imminente de l'otage Florence Aubenas alors qu'elle ne sera en réalité libérée que plusieurs mois après ce « scoop ». En septembre, à peine un an après son arrivée, Valérie Lecasble quitte brusquement le journal pour diriger i-Télé, la chaîne d'information de Canal+ (qui deviendra par la suite CNews). La rédaction s'inquiète alors de ce départ précipité : son bilan est considéré comme critique en assemblée générale et le dépôt de bilan du journal est même redouté. En dépit de la nouvelle formule éditoriale, au premier trimestre 2005, les ventes s'effondrent et la diffusion recule d'environ 10 % par rapport à l'année précédente avec une distribution estimée de 45 000 à 50 000 exemplaires.

### L'affaire des caricatures de Mahomet
Au début du mois de février 2006, France-Soir s'illustre en publiant la série de caricatures de Mahomet qui a valu au journal danois Jyllands-Posten une vive désapprobation d'une partie du monde musulman. Cette action relance la polémique et entraîne le licenciement sur-le-champ, à l'initiative de Raymond Lakah, du directeur de la publication Jacques Lefranc.

### La difficile reprise
Presse Alliance, possédé par Poligrafici à hauteur de 30 % et Ramy Lakah à 70 %, a été mis en cessation de paiement le 27 octobre 2005. Depuis août, le journal ne paraît plus dans le sud de la France, à la suite d'un contentieux avec l'imprimerie Riccobono. Déficitaire de six millions de francs français, la société Presse Alliance, éditrice du quotidien, est mise en redressement sur décision du tribunal de commerce de Bobigny, le 31 octobre 2005, pour une période de six mois. Cette décision permet la poursuite de l'activité et donne du temps aux administrateurs judiciaires pour trouver une solution, mais la diffusion du quotidien tombe à 45 000 exemplaires.
La société Presse Alliance est propriété à 70 % du groupe Montaigne Press Limited dont le gérant est Raymond Lakah. Cinq repreneurs ont été en lice pour la relance de France-Soir. La date limite de dépôt des dossiers de reprise du titre, fixée par le tribunal au 12 janvier 2006, a été plusieurs fois repoussée.
Le 14 mars 2006, l'homme d'affaires Arcadi Gaydamak annonce un projet de reprise du titre par l'intermédiaire de sa société Moscow News. Ce projet obtient le soutien du SNJ.
Le 12 avril 2006, c'est entre trois projets que le tribunal de commerce de Lille doit trancher : le plan de continuation de Moscow News, plébiscité par les salariés, et deux plans de reprise : l'un de l'homme d'affaires Jean-Pierre Brunois et du journaliste Olivier Rey, l'autre de Jean-Raphaël Fernandez, alors patron d'un groupe agroalimentaire marseillais, dont le dossier est représenté par Patrice Gelobter et Jean-Pierre Thiollet. À l'issue de l'audience, c'est le projet de reprise d'Olivier Rey et de Jean-Pierre Brunois que le tribunal de commerce choisit, provoquant dans la foulée une grève des journalistes de France-Soir décidée et reconduite avec une quasi-unanimité. Ils contestent le peu de crédibilité du projet rédactionnel du repreneur désigné, ainsi que l'ampleur et la nature du plan social prévu. Celui-ci, validé par le tribunal de commerce sur la base d'un projet du repreneur, empêche toute application des règles du droit social, dans le but de faire payer par les fonds publics de garantie les indemnités des salariés les plus anciens. Les représentants des salariés font appel du jugement du tribunal de commerce. Les salariés de France-Soir obtiennent le soutien de l'ensemble des organisations syndicales ainsi que de nombreuses personnalités des médias, de la société civile et du spectacle, et notamment de la petite-fille de Pierre Lazareff, Katherine Icardi-Lazareff qui dénonce « l'éradication de services entiers du journal, la politique, la culture, les fondements de ce qui fut le journal de mon grand-père ».
Cette grève et l'appel à la mémoire de Pierre Lazareff sont dénoncés comme une manœuvre, qualifiée de « suicide collectif », par François Lazareff, neveu de Pierre, journaliste et directeur de journal équestre dans le grand ouest de la France. Il a rappelé qu'une des maximes de Pierre Lazareff était : « La première qualité d'un journaliste est d'être lu » et que les journalistes de France-Soir faisaient tout pour ne pas l'être.

### Reparution en 2006
Le mercredi 7 juin 2006, France-Soir reparaît après plus d'un mois et demi d'arrêt de diffusion. La une du « no 1 du nouveau France-Soir », tiré à 150 000 exemplaires, affiche Mariah Carey, Guy Roux et un titre sur la sécurité routière.
Le premier numéro de la nouvelle formule se veut dans l'esprit des tabloïds anglais, comme The Sun, un format qui remporte peu de succès jusqu'ici en France. En novembre 2006, Le Canard enchaîné fait état d'une diffusion avoisinant 30 000 exemplaires. Dans son numéro du 10 novembre 2006, une autre publication, Les 4 vérités hebdo indique qu'« avec des ventes à moins de 30 000 exemplaires, France-Soir ne remonte pas la pente, malgré sa reprise en main, en juin dernier, par le trio Jean-Pierre Brunois/François Mattei/Christiane Vulvert ».
Le quotidien, appartenant à l'homme d'affaires Jean-Pierre Brunois, a comme directeur de la rédaction François Mattei et emploie alors près de cinquante salariés.
Parmi les plumes du journal, on retrouve Gérard Carreyrou qui signe une chronique politique chaque mardi, Paul Wermus, Jean-Marc Morandini et Isabelle Morini-Bosc, chroniqueurs pour les pages télévision ; Nicole Duault (arts, spectacles...)... Au dernier trimestre de l'année 2007, Pierre Douglas, Paul Lefèvre, Alexandre del Valle, Roland Dumas, Bernard Debré et Gilbert Collard viennent contribuer, par des chroniques, à la rédaction.
En janvier 2007, Gérard Carreyrou et Dominique Jamet (qui avait été secrétaire de rédaction de 1961 à 1963), sont nommés conseillers éditoriaux. Le 15 février, ce dernier devient directeur de la rédaction du quotidien jusqu'au 28 avril suivant, date à laquelle il est remercié, selon la version donnée par son employeur, ou démissionne de son poste, selon sa propre version, du fait d'un désaccord avec la ligne éditoriale du quotidien. Sa nomination avait été en grande partie à l'origine du départ de Jean-Pierre Thiollet.
Le journal adopte une nouvelle formule à partir du 31 mars 2008. Gilles Bornais devient à son tour directeur de la rédaction le 3 février 2009 mais quitte ses fonctions deux mois plus tard.
France-Soir a un OJD de 24 000 exemplaires pour le premier semestre 2007, soit une progression de plus de 14 % par rapport au deuxième semestre 2006, date de la reprise. L'étude EPIC du 01/07/06 au 30/06/07 attribue près de 200 000 lecteurs quotidiens au journal.
Sur le plan technique, France-Soir est un quotidien national publié six jours par semaine du lundi au samedi. Une forte place est faite au traitement des informations générales. La grande spécificité de France-Soir est le cahier Courses. Ce cahier quotidien de huit pages est imprimé sur papier jaune. Il est inséré au centre du journal. Sa numérotation est en chiffres romains (I à VIII, XII le samedi) alors que le cahier principal est numéroté en chiffres arabes. France-Soir est imprimé au Centre Impression Presse Paris (CIPP) à Saint-Denis. Il est également imprimé dans cinq autres imprimeries réparties sur le territoire français. Le journal imprime plusieurs dizaines de milliers d'exemplaires en trois éditions
- une édition bouclée à 20 h 30 (Nantes Nancy) ;
- une édition intermédiaire (pour les sites d’impression distants) vers 21 h 45 ;
- et la « CTD » à 23 h.

La pagination moyenne est de quarante pages berlinois. Le journal est réalisé par une équipe d'une quarantaine de personnes installées à Paris dans le 17e arrondissement.
Selon la direction de l'entreprise, les objectifs de développement ont été validés après de nouvelles études marketing.
Selon la direction de l'entreprise, « il y aurait en France une large place pour un journal populaire de qualité ». L’équilibre financier du journal, dont la masse salariale et les frais fixes auraient été considérablement réduits, se situerait aux alentours de 40 000 exemplaires vendus (pour une diffusion de 90 000 exemplaires).
En 2006, la direction de la société avait affiché son intention de mettre en place une « véritable politique de diffusion et de parution », « avec l’acquisition d’une fréquence de télévision sur la TNT et une fréquence radio organisées dans le même esprit éditorial que le journal », devant « renforcer encore le développement de France-Soir dans une interactivité journal-télévision-radio-internet ».

### Reprise en 2009
En janvier 2009, France-Soir est racheté par le jeune milliardaire russe Alexandre Pougatchev, un proche du pouvoir russe. Le 17 mars 2010, une nouvelle version du journal, qui se veut plus proche du lecteur, est lancée à grand renfort de publicité (six millions d'euros), et le but affiché est de relancer les ventes du journal grâce à « un concept très novateur et élégant » et l'arrivée de nouvelles signatures (Patrick Poivre d'Arvor, Laurent Cabrol, Thierry Roland). 22 722 exemplaires sont alors vendus quotidiennement. Avec cette nouvelle formule, la direction de France-Soir espère augmenter ses résultats pour atteindre 100 000 à 200 000 exemplaires par jour à moyen terme.
Dans son édition week-end datée du samedi 18 et dimanche 19 septembre 2010, France-Soir annonce la plus forte augmentation d'audience sur l'ensemble de la presse quotidienne nationale (+ 34,7 %) soit 58 000 lecteurs supplémentaires entre la période juillet 2009 - juin 2010 (selon la dernière étude EPIQ, portant sur la période d'enquête juillet 2009 - juin 2010). Grâce à cette annonce, les ventes journalières du journal s'élèveraient à 80 722 lecteurs environ.
Après l'été 2010, la diffusion totale baisse à nouveau. Le bilan de la relance montre que le recours à la vente aux tiers (diffusion par les compagnies aériennes, etc.) a permis de contrecarrer la progression limitée des achats au numéro.
En septembre 2010, France-Soir - qui veut alors miser sur des scoops et se démarquer de la concurrence - se fait remarquer en « comptant le nombre de manifestants » dans les grands défilés syndicaux parisiens hostiles à la réforme des retraites. Le journal, qui a fait appel à une société espagnole spécialisée dans le comptage scientifique du nombre des manifestants, révèle que les chiffres syndicaux sont excessivement « gonflés ». L'initiative est suivie par le site Mediapart et l'AFP, qui à leur tour confirment que les comptages de la Préfecture de police sont plus proches de la réalité que ceux des organisations syndicales. Ce sera le dernier « coup d'éclat » du journal. Cette opération coûte finalement beaucoup d'argent pour un résultat, sur le plan des ventes, plus que mitigé.
Le lundi 17 janvier 2011, pour la deuxième fois en moins d'un an, France-Soir lance une nouvelle formule qui se veut « plus claire, plus aérée et plus moderne » et dans l'objectif de « créer un journal populaire de demain ». Cette nouvelle formule, tirée à 160 000 exemplaires entraîne aussi une augmentation du prix de vente au numéro, passant de 0,50 euro à 0,60 euro. L'objectif de la direction de France-Soir est d'atteindre « au plus vite les 100 000 exemplaires » et « 140 000 exemplaires vendus en 2012 ».
La nouvelle formule ne convainc pas et la diffusion payée tourne désormais autour des 60 000 exemplaires (OJD début 2011), d'autant que les traditionnelles « Pages courses » (hippiques) sont supprimées et les journalistes spécialisés licenciés. C'est un échec pour le repreneur russe du titre. Le 2 juillet, le prix augmente à 0,80 €. La formule d'été apporte des jeux et dévoile le nouveau Spirou. Le 30 août 2011, à la suite d'importantes pertes financières, le journal est placé sous procédure de sauvegarde pour une durée de quatre mois.
Le 10 octobre 2011, les salariés de France-Soir se mettent en grève à la suite de l'annonce dans plusieurs médias que la parution papier allait disparaître au profit d'une édition exclusivement web. Alexandre Pougatchev se déclare prêt à céder le journal pour un euro symbolique.
Alexandre Pougatchev a refusé le projet de reprise de France Soir proposé par Christiane Vulvert. Une partie des salariés sont sceptiques face au « projet Vulvert », qui ne parait pas financé. Le tribunal de commerce rendra sa décision en décembre 2011.
Le 14 octobre 2011, alors qu'une réunion du Conseil d'entreprise se déroule, plus de 300 personnes manifestent à Paris devant le siège avenue des Champs-Élysées à l'appel du Comité inter CGT (Syndicat des imprimeries parisiennes CGT et Info'Com-CGT) et des salariés de France Soir pour protester contre l'édition exclusivement web. L'AFP précise d'ailleurs que lors de cette journée de mobilisation, le site web du quotidien français était alimenté par des stagiaires.
Le 24 octobre 2011, une manifestation spectaculaire a eu lieu devant le siège du SPQN, où des milliers d'exemplaires invendus ont été jetés sur les trottoirs.

### L'arrêt de la version papier en décembre 2011
Il avait été décidé en octobre par la direction du titre (en la personne d'Alexandre Pougatchev) d'arrêter la version papier le jeudi 15 décembre. L'ensemble de la presse nationale s'émeut, insistant particulièrement sur l'importante histoire du titre. Une proposition, iconoclaste, est lancée le 14 décembre par le journal le Ravi, d'une reprise par souscription nationale.
La fin du journal papier s'est adjointe de 89 suppressions d'emplois sur 127 (hors pigistes). Il avait aussi été prévu d'officialiser ces décisions durant le comité d'entreprise du mardi 13 décembre au matin.
Les militants du Comité Inter CGT (Syndicat des imprimeries parisiennes CGT et Info'Com-CGT) s'opposent à cette double décision, qu'ils jugent illégale — aussi bien le plan social que le déroulement forcé du comité d'entreprise. À cette occasion le porte-parole d'Info'Com-CGT déclare: « Nous déposerons aujourd'hui une assignation en référé pour que le droit soit respecté, la direction de France Soir a violé les règles de fonctionnement du CE et son plan social est illégal ». Le syndicat accompagne son action en justice d'une action coup de poing le 13 décembre, en interrompant le comité d'entreprise et en déversant des exemplaires du journal sur les Champs-Élysées.
En réaction, Alexandre Pougatchev entérine immédiatement sa décision et arrête la version papier le 13 décembre au lieu du 15. L'édition du 14 ne verra pas le jour.
Après l'arrêt de sa version papier, France Soir entame un nouveau projet, entièrement numérique sur le web, smartphones et tablettes. France Soir devient un pure player de l'info. En conservant une partie de son équipe rédactionnelle issue du papier, la mutation s'opère entre fin décembre 2011 et janvier 2012.
Début janvier 2012, France Soir annonce un accord important avec Orange dont la régie publicitaire (Orange Advertising Network) assure désormais la commercialisation de ses publicités sur les supports numériques.
Fin janvier 2012, la société emménage dans de nouveaux locaux à Issy-les-Moulineaux, quittant l'avenue des Champs-Élysées. Une nouvelle organisation de la rédaction, qui travaille désormais 7 jours sur 7 dans un rythme d'information en temps réel, est mise en place. À la tête de France-Soir version numérique se retrouvent Dominique de Montvalon, rédacteur en chef, chargé de la politique, et Charles Desjardins, rédacteur en chef chargé des « nouveaux contenus ». En mai 2012, l'audience atteint, à en croire l'entreprise, 4 millions de visiteurs uniques[réf. nécessaire].

### Les dernières offres de reprise et la liquidation
Au total, Alexandre Pougatchev a injecté 75 millions d'euros jusqu'à la fin du journal, auxquels se sont ajoutés une dizaine de millions d'aides publiques. Malgré ces efforts et l'accord avec Orange, les décisions de son PDG n'améliorent pas la situation économique du journal. Le 29 août 2011, le titre demande au tribunal de commerce de Paris à être placé pour six mois en procédure de sauvegarde. Après s'être déclaré contre ce type de solution, Alexandre Pougatchev se résout à chercher un repreneur.
En juillet 2012, dans le cadre de la procédure de redressement judiciaire, Robert Lafont, le PDG de Lafont presse, proposait de racheter France-Soir pour 56 000 euros et de ne reprendre que 6 salariés. Il aurait conservé le site Internet et voulait créer un hebdomadaire papier. Cette offre est repoussée par les salariés et les élus du comité d'entreprise le 19 juillet 2012. La société Cards Off SA, société spécialisée dans le commerce en ligne, proposait de reprendre entre 8 et 10 salariés et l'activité du site francesoir.fr. Enfin, l'ancien propriétaire de France Soir de 2006 à 2009, le promoteur immobilier Jean-Pierre Brunois, avait été contacté par le comité d'entreprise. Malgré ces différentes options de reprise, le tribunal de commerce de Paris a prononcé l'enclenchement de la procédure de liquidation de France-Soir le 23 juillet 2012.

### Relance deFrance-Soiren version numérique et départ des derniers journalistes
Après la liquidation judiciaire de France-Soir prononcée le 23 juillet 2012, l'offre de Cards Off SA, présidée par Philippe Mendil, est retenue : la société devient propriétaire de la marque, du site, des applications et de la base de données. En 2013, FranceSoir.fr est relancé en version tablette numérique payante mais rencontre un succès mitigé.
En 2014, à la suite d'une nouvelle capitalisation et nouvelle gouvernance, la société Cards Off devient Mutualize corporation SA, présidée par Xavier Azalbert. Hugues Perrier, alors directeur général de Mutualize Corporation, devient président-directeur général de la filiale France Soir et est chargé du lancement de francesoir.fr, un site web d'information entièrement gratuit alimenté principalement par des dépêches de l'Agence France-Presse. Fin 2016 et à la suite du départ de Hugues Perrier, Xavier Azalbert reprend la présidence de francesoir.fr.
Fin août 2019, le personnel de la rédaction du site, qui ne compte plus que quatre employés, est en grève en raison d'une forte dégradation des conditions de travail et de la menace qui pèse sur leur mission de diffusion de l'information, ; les journalistes craignent notamment un mélange des genres entre journalisme et communication.
Le 19 octobre 2019, il est annoncé que les quatre journalistes de la rédaction seront licenciés pour motif économique,. Malgré ces licenciements, le site web FranceSoir ambitionne de poursuivre la publication de contenus. Le 21 octobre 2019, les licenciements sont confirmés et l'appellation « site d'information » de France-Soir est désormais publiquement dénoncée comme fallacieuse par la journaliste Sonia Devillers sur France Inter.
Le site poursuit ses publications après 2019 sous le titre FranceSoir ; il fait dans les mois suivants l'objet de critiques pour avoir diffusé des fausses informations ou relayé des contenus complotistes,,. Le Canard enchaîné relève par exemple que la personnalité de l'année 2020 de FranceSoir, André Bercoff, a partagé les thèses complotistes de Donald Trump sur la fraude électorale lors de l'élection présidentielle américaine de 2020, ou encore des titres comme « Anticovidisme, la nouvelle secte mondiale » ou un article suggérant que le covid est utilisé pour « tuer dans l’œuf toute velléité de penser librement ».
En janvier 2021, un collectif d'anciens journalistes de France-Soir et le Syndicat national des journalistes (SNJ) lancent une pétition pour exiger que Xavier Azalbert cesse ses publications sous le titre et le logo de « France-Soir » et réclamer une loi imposant le contrôle de journalistes professionnels pour la parution ou la reparution de titres de presse rachetés.
Le 30 novembre 2022, le site perd l'agrément de la Commission paritaire des publications et des agences de presse (CPPAP) avant de le retrouver à la suite d’une décision du juge des référés du tribunal administratif de Paris.
En mars 2024, après avoir été saisi par la ministre de la culture, Rima Abdul-Malak, le Conseil d’Etat a finalement demandé à la commission de réexaminer le cas de FranceSoir. Le CPPAP décide à nouveau, en juillet, de priver le site de son agrément de presse. Le site n’est de fait plus considéré comme un titre de presse. Le Tribunal administratif saisi en référé par la société éditrice l'a déboutée en août,.

## Identité visuelle

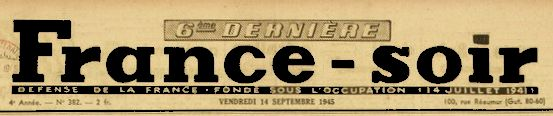
1945
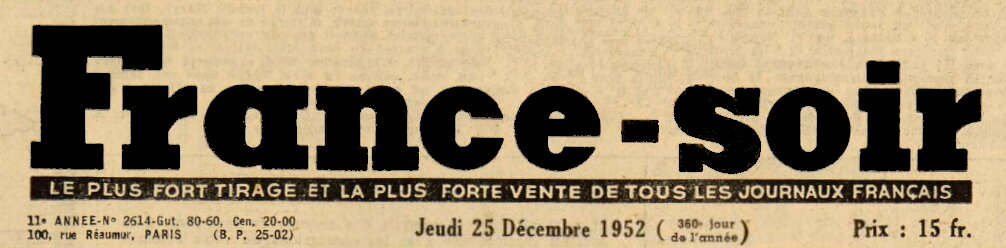
1946- ...
2001-2005
2006-2008
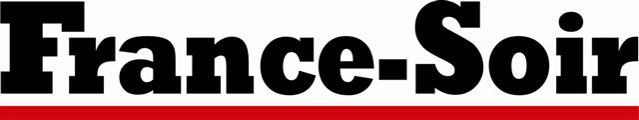
2008-2011
2011-2013 (logo de France-Soir en tant que pure player de l'info sur le web)
2011-2013 (icône des applications sur smartphones et tablettes de France-Soir)
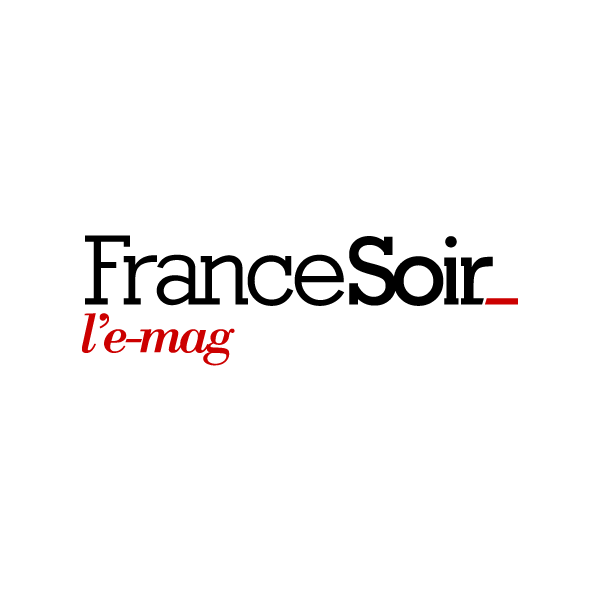
De 2013 à octobre 2014 (logo de FranceSoir l'e-mag, journal 100 % tablette numérique)
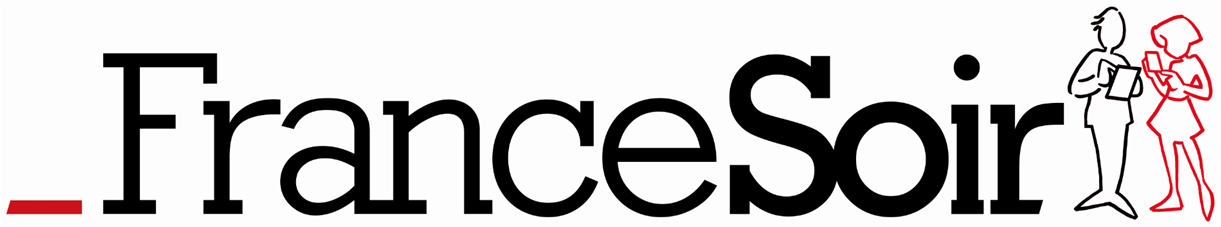
Logo de FranceSoir puis de FranceSoir de 2015 à juillet 2020
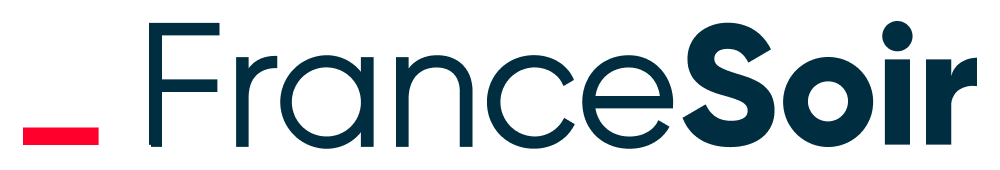
Logo de FranceSoir depuis juillet 2020

## Dans la culture
En 1977, le peintre péruvien Herman Braun-Vega, résidant à Paris, expose aux États-Unis le dessin intitulé La chemise de chaque jour... No.1 qui a pour toile de fond une édition de 1976 du quotidien France-Soir.

## Personnalités

### Présidents
- Pierre Lazareff
- Robert Hersant
- Yves de Chaisemartin
- Georges Ghosn
- Gianluigi Poggi
- Luigi Giacumbo
- Raymond Lakah
- Jacques Lefranc
- Jacques Soppelsa
- Jean-Pierre Brunois
- Alexandre Pougatchev
- Hugues Perrier
- Xavier Azalbert

### Directeurs de la rédaction et rédacteurs en chef
- Paul Gordeaux Secrétaire Général Directeur Littéraire
- Gabriel Farkas
- Thierry Desjardins
- Dominique Jamet
- Gilles Bornais
- Charles Desjardins, rédacteur en chef de France-Soir (assure l'interim) en 2010.

### Écrivains et journalistes
Ont écrit dans France-Soir (hors tribunes)
| - Philippe Alexandre - Henri Amouroux - Raphaëlle Bacqué - André Bercoff - Lucien Bodard - Philippe Bouvard, directeur de la rédaction - Jacqueline Cartier - Robert Clarke - Maurice Denuzière - Charles Desjardins, rédacteur en chef - Jean Dutourd, critique dramatique - Roger Féral - Jean Ferniot | - Max Gallo - Paul Gordeaux, directeur littéraire et critique dramatique - Roger Grenier - Dominique Jamet - Joseph Jonas - Joseph Kessel - Philippe Labro - Jean Lacouture - Patrick Meney - Lucien Malson - Jean-Luc Mano - Dominique de Montvalon - Roger Priouret | - France Roche - Gonzague Saint Bris - Jean-Paul Sartre - Jacques Séguéla - Jacques Sternberg - Jean-Pierre Thiollet - Henri de Turenne - Paul Wermus |

### Filmographie
- 2007 : Défense de la France, documentaire réalisé par Joële van Effenterre

### Radiographie
- Maxime Tellier, « France Soir : grandeur et déliquescence d'un journal devenu anti-journalistique », sur France Culture, 14 mars 2021.